# Dexter Jackson (Footballspieler, 1977)
Dexter Lamar Jackson (* 28. Juli 1977 in Quincy, Florida) ist ein ehemaliger US-amerikanischer American-Football-Spieler auf der Position des Safety. Er spielte an der Florida State University College Football und wurde im NFL Draft von 1999 in der vierten Runde von den Tampa Bay Buccaneers gedraftet.
Für seine Leistungen im Super Bowl XXXVII wurde er zum Super Bowl MVP gewählt.

## Footballkarriere

### Erster Verbleib bei den Buccaneers
Jackson wurde von den Tampa Bay Buccaneers im NFL Draft von 1999 in der vierten Runde an Stelle 113 gedraftet. Sein NFL-Debüt hatte er gegen die Denver Broncos im dritten Spiel der Saison.
Mit der Buccaneers erreichte er den Super Bowl XXXVII, in dem sie gegen die Oakland Raiders spielten und mit 48:21 gewannen. Durch seine zwei gefangenen Interceptions gewann er die Wahl zum Super Bowl MVP. Er war nach Jake Scott, der sie 1973 gewann, erst der zweite Safety, der diese Auszeichnung erhalten hat. Zudem ist er erst der dritte Defensive Back, nach Scott und Larry Brown, mit der Auszeichnung.

### Arizona Cardinals
Kurz nachdem Jackson als Super Bowl MVP ausgezeichnet wurde, wurde er zum Free Agent erklärt. Die Pittsburgh Steelers hatten eine mündliche Vereinbarung mit Dexter Jackson in der Tasche. Doch dieser unterschrieb kurz vor dem Draft bei den Arizona Cardinals und die Steelers mussten auf "Plan B" ausweichen und drafteten Troy Polamalu.

### Zweiter Verbleib bei den Buccaneers
Jackson schloss sich 2004 wieder den Tampa Bay Buccaneers an und spielte dort bis zum Ende der Saison 2005.

### Cincinnati Bengals
Vor der Saison 2006 unterschrieb er als Free Agent bei den Cincinnati Bengals. Dort spielte er drei Saisons, bevor er am 6. März 2009 entlassen wurde.

### Florida Tuskers
Jackson beendete seine Karriere als Profi Spieler bei den Florida Tuskers, die von 2009 bis 2010 in der United Football League (UFL) spielten. Dort spielte er ab 2009 für ein Jahr und beendete danach seine Karriere.